# X-NTRV
X-NTRV (englisch experimental nuclear thermal reactor vehicle; deutsch experimentelles nuklearthermisches Reaktorfahrzeug) ist ein geplantes US-amerikanisches, experimentelles Raumfahrzeug mit einem nuklear-thermischen Antrieb. Dabei soll mit der Hitze eines Kernreaktors flüssiger Wasserstoff auf mehr als 2000 Grad Celsius aufgeheizt werden, so dass der Wasserstoff zu Gas wird und über eine Düse das Raumschiff antreibt. Dieser Antrieb soll zwei- bis dreimal effizienter sein als ein konventioneller chemischer Antrieb. Ein Demonstrationsflug wurde für 2027 angekündigt. Das Projekt wird mit 499 Millionen US-Dollar zu gleichen Teilen durch die NASA und die DARPA finanziert. Mit Entwurf, Bau und Test wurde Lockheed Martin beauftragt. Lockheed Martin arbeitet zusammen mit BWX Technologies, die den Kernreaktor entwickeln. Der Reaktor soll mit einem neuen Brennstoff laufen, dem HALEU (englisch High-Assay Low-Enriched Uranium), welches mit bis zu 20 Prozent spaltbarem Uran-235 angereichert sein soll, wobei der Reaktor erst nach dem Erreichen seiner vorgesehenen Umlaufbahn eingeschaltet werden soll und keine Manöver geplant sind, vielmehr geht es um den eigentlichen Betrieb des Reaktors.
Die Mission trägt den Namen Demonstration Rocket for Agile Cislunar Operations (Draco).